# Finland i olympiska vinterspelen 1932
Finland deltog i olympiska vinterspelen 1928.Truppen bestod av 7 idrottare, alla var män. Alla Finlands medaljer togs i längdskidåkning.

## Medaljer

### Guld
- Längdskidåkning
  - Herrar 50 km:  Veli Saarinen

### Silver
- Längdskidåkning
  - Herrar 50 km:  Väinö Liikkanen

### Brons
- Längdskidåkning
  - Herrar 18 km:  Veli Saarinen

## Trupp
- Hastighetsåkning på skridskor
  - Ossi Blomqvist
- Konståkning
  - Marcus Nikkanen
- Längdskidåkning
  - Veli Saarinen  
  - Väinö Liikkanen 
  - Martti Lappalainen
  - Tauno Lappalainen
  - Valmari Toikka

## Resultat

### Längdskidåkning
- 18 km herrar
  - Veli Saarinen - 3
  - Martti Lappalainen - 4
  - Valmari Toikka - 7
  - Väinö Liikkanen - 9

- 50 km herrar
  - Veli Saarinen - 1
  - Väinö Liikkanen - 2
  - Tauno Lappalainen - 7
  - Martti Lappalainen - DNF

### Konståkning
- Singel herrar
  - Marcus Nikkanen - 4

### Hastighetsåkning på skridskor
- 50 km herrar
  - Ossi Blomqvist - Gick inte vidare från omgång ett till finalen

- 50 km herrar
  - Ossi Blomqvist - Gick inte vidare från omgång ett till finalen

- 50 km herrar
  - Ossi Blomqvist - Gick inte vidare från omgång ett till finalen